# 차이나 러키 필름
차이나 러키 필름(China Lucky Film Corporation, 중국어: 中国乐凯胶片集团公司, 중국악개)은 중화인민공화국 허베이성 바오딩시에 위치한 최대 감광성 재료 및 자기 기록 매체 제조업체이다.

## 역사
1958년에 설립된 럭키 필름은 컬러, 흑백, X선 필름, 자기 오디오 및 비디오 테이프, 신용카드 및 기타 전자 장치용 자기 테이프 등 소비자 및 산업용 화학 제품과 감광성 제품을 판매한다.